# آرامگاه عبد کثیر
بقعه عبد کثیر مربوط به صدر اسلام است و در لار، ۱ کیلومتری اوز، کنار کاروانسرای عبد کثیر واقع شده و این اثر در تاریخ ۱۹ مرداد ۱۳۸۴ با شمارهٔ ثبت ۱۲۷۳۴ به‌عنوان یکی از آثار ملی ایران به ثبت رسیده است.